# Libańska Unia Chrześcijańsko-Demokratyczna
Libańska Unia Chrześcijańsko-Demokratyczna (fr.: Union Chretienne Democrate Libanaise) – libańska partia polityczna o profilu chadeckim, założona przez Nimatallaha Abi Nasra. Związana jest z Blokiem Zmian i Reform.
Libańska Unia Chrześcijańsko-Demokratyczna należy do Międzynarodówki Chadeckiej.